# 塞布尔岛 (加拿大)
塞布尔岛（英语：Sable Island，法语：île de Sable）是加拿大在大西洋中的一个小岛，位于新斯科舍省省会哈利法克斯（Halifax）东南方300公里，距离新斯科舍省大陆最近点约175公里。在该岛常年居住的大概有5人，夏季随着旅游者、科学家和其他人的到来人数会大大增加。该岛因塞布爾島馬而知名，现由加拿大公园管理局（Parks Canada）保护和管理，任何人要参观该岛首先要得到该局批准。